# Fußball-Weltmeisterschaft 2022/Iran
Dieser Artikel behandelt die iranische Fußballnationalmannschaft bei der Fußball-Weltmeisterschaft 2022. Der Iran nahm zum sechsten Mal an der Endrunde teil und zum ersten Mal das dritte Mal in Folge, schied aber wie zuvor nach der Vorrunde aus.

## Qualifikation
Die Mannschaft qualifizierte sich über die Qualifikation des asiatischen Fußballverbandes AFC.

### Spiele

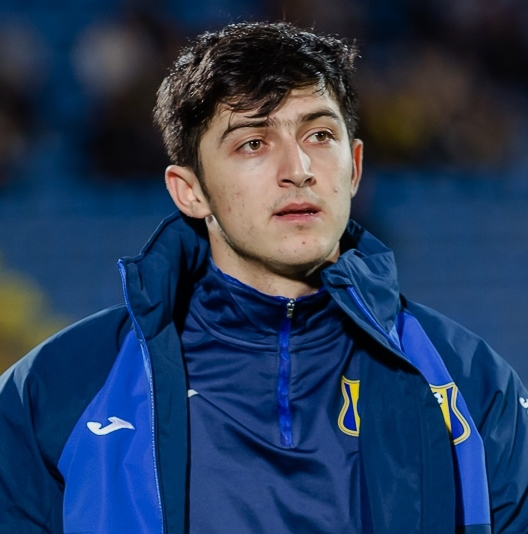
Sardar Azmoun, bester iranischer Torschütze

Der Iran begann die Qualifikation in der zweiten Runde unter dem Belgier Marc Wilmots, der das Amt von Carlos Queiroz übernommen hatte, der nach dem 100. Spiel als iranischer Nationaltrainer und einer 0:3-Niederlage im Halbfinale der Asienmeisterschaft gegen Japan zurückgetreten war. Gegner waren der Irak, Bahrain, Hongkong und Kambodscha. Nach zwei Siegen und zwei Niederlagen kündigte Wilmots seinen Vertrag wegen ausbleibender Gehaltszahlungen. Aufgrund der COVID-19-Pandemie mussten dann die folgenden für März und Juni 2020 terminierten Spiele mehrfach verschoben werden und konnten erst im Juni 2021 durchgeführt werden. Die nun vom Kroaten Dragan Skočić trainierten Iraner gewannen die in Bahrain ausgetragenen Spiele und erreichten als Gruppensieger die dritte Runde. Hier trafen die Iraner wieder auf den Irak sowie Südkorea, die Vereinigten Arabischen Emirate, Syrien und den Libanon. In dieser Runde konnte der Iran nur gegen Südkorea nicht gewinnen. Das Heimspiel endete 1:1, das Rückspiel in Südkorea wurde mit 0:2 verloren. Da die Südkoreaner aber im ersten Spiel gegen den Irak nur zu einem torlosen Remis kamen und das letzte Spiel in den Emiraten verloren, wurden die Iraner dennoch Gruppensieger. Bereits am viertletzten Spieltag hatten sie sich aber schon als erste asiatische Mannschaft sportlich für die WM-Endrunde qualifiziert.
Insgesamt wurden in den 18 Spielen 40 Spieler eingesetzt, von denen 18 auch im Kader für die Asienmeisterschaft 2019 standen. Kein Spieler kam in allen Spielen zum Einsatz. Auf 17 Einsätze brachte es Mohammad Hossein Kanani, 16 Einsätze hatte Ahmad Nourollahi und je 14-mal wurden Vahid Amiri, Sardar Azmoun und Ali Gholizadeh eingesetzt. 15 Spieler kamen in mindestens der Hälfte der Spiele zum Einsatz. Ihr Debüt gaben in den Qualifikationsspielen Milad Sarlak (8 Spiele), Mohammad Mohebi (3), Amirhossein Hosseinzadeh (2), Mehdi Mehdipour (2), Mehrdad Mohammadi (2), Aaref Gholami (1), Mohammad Naderi (1), Siavash Yazdani (1) und Danial Esmaeilifar (2 Minuten im letzten Spiel).
Die besten iranischen Torschützen waren wie 2018 Sardar Azmoun mit diesmal 10 und Mehdi Taremi mit wieder 8 Toren. Insgesamt trafen 16 Iraner mindestens einmal ins Tor und erzielten so 48 Tore. Zudem profitierten sie beim 10:0-Sieg gegen Kambodscha von einem Eigentor. Ihre ersten Länderspieltore erzielten Mohammad Hossein Kanani, Shoja Khalilzadeh, Mehrdad Mohammadi, Milad Mohammadi und Mohammad Mohebi – alle bei den zweistelligen Siegen gegen Kambodscha.

### Zweite Runde
| Datum        | Spielort      | Gastgeber  |   | Gast       | Ergebnis   | Torschützen für den Iran |
| ------------ | ------------- | ---------- | - | ---------- | ---------- | --- |
| 10.09.2019   | Hongkong      | Hongkong   | – | Iran       | 00:2 (0:1) | Karim Ansarifard, Sardar Azmoun |
| 10.10.2019   | Teheran       | Iran       | – | Kambodscha | 14:0 (7:0) | Karim Ansarifard (4), Sardar Azmoun (3), Mohammad Mohebi (2 1), Mehdi Taremi (2), Mohammad Hossein Kanani 1, Mehrdad Mohammadi 1, Ahmad Nourollahi                          |
| 15.10.2019   | Riffa         | Bahrain    | – | Iran       | 01:0 (0:0) | |
| 14.11.2019   | Amman (JOR) 2 | Irak       | – | Iran       | 02:1 (1:1) | Ahmad Nourollahi |
| 03.06.2021 3 | Arad (BHR)    | Iran       | – | Hongkong   | 3:1 (1:0)  | Vahid Amir, Karim Ansarifard, Ali Gholizadeh |
| 07.06.2021 4 | Riffa (BHR)   | Iran       | – | Bahrain    | 3:0 (0:0)  | Sardar Azmoun (2), Mehdi Taremi |
| 11.06.2021 5 | Riffa (BHR)   | Kambodscha | – | Iran       | 0:10 (0:4) | Kaveh Rezaei (2), Karim Ansarifard, Mehdi Abdoulhamid Ghaedi, Alireza Jahanbakhsh, Shojae Khalilzadeh 1, Milad Mohammadi 1, Morteza Pouraliganji, Mehdi Taremi + 1 Eigentor |
| 15.06.2021 6 | Arad (BHR)    | Iran       | – | Irak       | 1:0 (1:0)  | Sardar Azmoun |

Anmerkung

#### Abschlusstabelle der zweiten Runde
| Pl. | Land       | Sp. | S | U | N | Tore    | Diff. | Punkte |
| --- | ---------- | --- | - | - | - | ------- | ----- | ------ |
| 1.  | Iran       | 8   | 6 | 0 | 2 | 034:400 | +30   | 18     |
| 2.  | Irak       | 8   | 5 | 2 | 1 | 014:400 | +10   | 17     |
| 3.  | Bahrain    | 8   | 4 | 3 | 1 | 015:400 | +11   | 15     |
| 4.  | Hongkong   | 8   | 1 | 2 | 5 | 004:130 | −9    | 05     |
| 5.  | Kambodscha | 8   | 0 | 1 | 7 | 002:440 | −42   | 01     |

### Dritte Runde
| Datum      | Spielort          | Gastgeber          |   | Gast               | Ergebnis  | Iranische Torschützen                             |
| ---------- | ----------------- | ------------------ | - | ------------------ | --------- | ------------------------------------------------- |
| 02.09.2021 | Teheran           | Iran               | – | Syrien             | 1:0 (0:0) | Alireza Jahanbakhs                                |
| 07.09.2021 | ar-Rayyan (QAT) 1 | Irak               | – | Iran               | 0:3 (0:1) | Ali Gholizadeh, Alireza Jahanbakhsh, Mehdi Taremi |
| 07.10.2021 | Dubai             | Ver. Arab. Emirate | – | Iran               | 0:1 (0:0) | Mehdi Taremi                                      |
| 12.10.2021 | Teheran           | Iran               | – | Südkorea           | 1:1 (0:0) | Alireza Jahanbakhsh                               |
| 11.11.2021 | Sidon             | Libanon            | – | Iran               | 1:2 (1:0) | Sardar Azmoun, Ahmad Nourollahi                   |
| 16.11.2021 | Amman (JOR) 2     | Syrien             | – | Iran               | 0:3 (0:2) | Sardar Azmoun, Ali Gholizadeh, Ehsan Hajsafi      |
| 27.01.2022 | Teheran           | Iran               | – | Irak               | 1:0 (0:0) | Mehdi Taremi                                      |
| 01.02.2022 | Teheran           | Iran               | – | Ver. Arab. Emirate | 1:0 (1:0) | Mehdi Taremi                                      |
| 24.03.2022 | Seoul             | Südkorea           | – | Iran               | 2:0 (1:0) |                                                   |
| 29.03.2022 | Maschhad          | Iran               | – | Libanon            | 2:0 (1:0) | Sardar Azmoun, Alireza Jahanbakhsh                |

#### Abschlusstabelle der dritten Runde
| Pl. | Land               | Sp. | S | U | N | Tore    | Diff. | Punkte |
| --- | ------------------ | --- | - | - | - | ------- | ----- | ------ |
| 1.  | Iran               | 10  | 8 | 1 | 1 | 015:400 | +11   | 25     |
| 2.  | Südkorea           | 10  | 7 | 2 | 1 | 013:300 | +10   | 23     |
| 3.  | Ver. Arab. Emirate | 10  | 3 | 3 | 4 | 007:700 | ±0    | 12     |
| 4.  | Irak               | 10  | 1 | 6 | 3 | 006:120 | −6    | 09     |
| 5.  | Syrien             | 10  | 1 | 3 | 6 | 009:160 | −7    | 06     |
| 6.  | Libanon            | 10  | 1 | 3 | 6 | 005:130 | −8    | 06     |

Anmerkung: Die drittplatzierte Mannschaft aus den Vereinigten Arabischen Emiraten spielt im Juni 2022 gegen Australien und bei einem Sieg gegen Peru um ein weiteres WM-Ticket.

## Vorbereitung

### Spiele
| Datum      | Ergebnis   | Gegner 1  | Austragungsort         | Anlass               | Iranische Torschützen     |
| ---------- | ---------- | --------- | ---------------------- | -------------------- | ------------------------- |
| 05.06.2022 | abgesagt 2 | Kanada    | Vancouver (CAN)        | Freundschaftsspiel   |                           |
| 12.06.2022 | 1:2        | Algerien  | Doha (QAT)             | Freundschaftsspiel   | Alireza Jahanbakhsh (64.) |
| 23.09.2022 | 1:0        | Uruguay   | St. Pölten (AUT)       | Freundschaftsspiel   | Mehdi Taremi (79.)        |
| 27.09.2022 | 1:1        | Senegal   | Maria Enzersdorf (AUT) | Freundschaftsspiel   | Sardar Azmoun (64.)       |
| 10.11.2022 | 1:0        | Nicaragua | Teheran                | Freundschaftsspiel 3 | Mehdi Torabi              |

## Kader
Den Kader gab Trainer Carlos Queiroz am 13. November 2022 bekannt.
| Nr. 1 | Spieler                | Verein 2            | Länderspiel- einsätze 3 | Länderspiel- tore 3 | Geburtsdatum  | Debüt    | Letzter Einsatz | Spiele   | Tore     | Gelbe Karte | Gelb-Rote Karte | Rote Karte | WM-Teilnahmen 4    | WM-Spiele (vor 2022) | WM-Tore (vor 2022) |
| Torhüter | Torhüter               | Torhüter            | Torhüter                | Torhüter            | Torhüter      | Torhüter | Torhüter        | Torhüter | Torhüter | Torhüter    | Torhüter        | Torhüter   | Torhüter           | Torhüter             | Torhüter           |
| --- | ---------------------- | ------------------- | ----------------------- | ------------------- | ------------- | -------- | --------------- | -------- | -------- | ----------- | --------------- | ---------- | ------------------ | -------------------- | ------------------ |
| 01 | Alireza Beiranvand     | FC Persepolis       | 53                      | 0                   | 21. Sep. 1992 | 2015     | 10.11.2022      | 2        |          |             |                 |            | 2018               | 3                    | 0                  |
| 12 | Payam Niazmand         | Sepahan FC          | 01                      | 0                   | 6. Apr. 1995  | 2020     | 08.10.2020      |          |          |             |                 |            |                    |                      |                    |
| 22 | Amir Abedzadeh         | SD Ponferradina     | 11                      | 0                   | 26. Apr. 1993 | 2018     | 23.09.2022      |          |          |             |                 |            | 2018               | 0                    | 0                  |
| 24 | Hossein Hosseini       | Esteghlal Teheran   | 07                      | 0                   | 30. Juni 1992 | 2018     | 10.11.2022      | 2        |          |             |                 |            |                    |                      |                    |
| Abwehr |                        |                     |                         |                     |               |          |                 |          |          |             |                 |            |                    |                      |                    |
| 02 | Sadegh Moharrami       | Dinamo Zagreb       | 22                      | 0                   | 1. März 1996  | 2018     | 27.09.2022      | 1        |          |             |                 |            |                    |                      |                    |
| 03 | Ehsan Hajsafi          | AEK Athen           | 1210                    | 07                  | 25. Feb. 1990 | 2008     | 27.09.2022      | 3        |          |             |                 |            | 2014, 2018         | 6                    | 0                  |
| 04 | Shoja Khalilzadeh      | al-Ahli SC          | 25                      | 01                  | 14. Mai 1989  | 2012     | 10.11.2022      |          |          |             |                 |            |                    |                      |                    |
| 05 | Milad Mohammadi        | AEK Athen           | 46                      | 01                  | 29. Sep. 1993 | 2015     | 24.03.2022      | 3        |          |             |                 |            | 2018               | 2                    | 0                  |
| 08 | Morteza Pouraliganji   | FC Persepolis       | 47                      | 03                  | 19. Apr. 1992 | 2015     | 10.11.2022      | 3        |          | 1           |                 |            | 2018               | 3                    | 0                  |
| 13 | Hossein Kanaanizadegan | al-Ahli SC          | 35                      | 02                  | 23. März 1994 | 2015     | 10.11.2022      | 1        |          | 1           |                 |            |                    |                      |                    |
| 15 | Rouzbeh Cheshmi        | Esteghlal Teheran   | 20                      | 01                  | 24. Juli 1993 | 2017     | 10.11.2022      | 2        | 1        |             |                 |            | 2018               | 1                    | 0                  |
| 19 | Majid Hosseini         | Kayserispor         | 19                      | 0                   | 20. Juni 1996 | 2018     | 27.09.2022      | 3        |          | 1           |                 |            | 2018               | 2                    | 0                  |
| 23 | Ramin Rezaeian         | Sepahan FC          | 46                      | 02                  | 21. März 1990 | 2015     | 10.11.2022      | 2        | 1        | 1           |                 |            | 2018               | 3                    | 0                  |
| 25 | Abolfazl Jalali        | Esteghlal Teheran   | 04                      | 0                   | 26. Juni 1998 | 2021     | 10.11.2022      | 2        |          | 1           |                 |            |                    |                      |                    |
| Mittelfeld |                        |                     |                         |                     |               |          |                 |          |          |             |                 |            |                    |                      |                    |
| 06 | Saeid Ezatolahi        | Vejle BK            | 48                      | 01                  | 1. Okt. 1996  | 2015     | 27.09.2022      | 3        |          |             |                 |            | 2018               | 2                    | 0                  |
| 07 | Alireza Jahanbakhsh    | Feyenoord Rotterdam | 65                      | 13                  | 11. Aug. 1993 | 2014     | 27.09.2022      | 2        |          | 2           |                 |            | 2014, 2018         | 6                    | 0                  |
| 11 | Vahid Amiri            | FC Persepolis       | 70                      | 02                  | 2. Apr. 1988  | 2015     | 10.11.2022      |          |          |             |                 |            | 2018               | 3                    | 0                  |
| 14 | Saman Ghoddos          | FC Brentford        | 33                      | 02                  | 6. Sep. 1993  | 2017     | 27.09.2022      | 1        |          |             |                 |            | 2018               | 3                    | 0                  |
| 16 | Mehdi Torabi           | FC Persepolis       | 36                      | 07                  | 10. Sep. 1994 | 2015     | 10.11.2022      | 3        |          |             |                 |            | 2018               | 0                    | 0                  |
| 17 | Ali Gholizadeh         | Sporting Charleroi  | 26                      | 06                  | 10. März 1996 | 2018     | 27.09.2022      | 3        |          |             |                 |            |                    |                      |                    |
| 18 | Ali Karimi             | Kayserispor         | 13                      | 0                   | 11. Feb. 1994 | 2017     | 12.11.2020      | 3        |          |             |                 |            |                    |                      |                    |
| 21 | Ahmad Nourollahi       | al-Ahli Dubai       | 25                      | 03                  | 1. Feb. 1993  | 2018     | 27.09.2022      | 3        |          |             |                 |            |                    |                      |                    |
| Sturm |                        |                     |                         |                     |               |          |                 |          |          |             |                 |            |                    |                      |                    |
| 09 | Mehdi Taremi           | FC Porto            | 61                      | 28                  | 18. Juli 1992 | 2015     | 27.09.2022      | 3        | 2        |             |                 |            | 2018               | 3                    | 0                  |
| 10 | Karim Ansarifard       | Omonia Nikosia      | 94                      | 29                  | 3. Apr. 1990  | 2009     | 27.09.2022      | 2        |          |             |                 |            | 2014, 2018         | 4                    | 1                  |
| 20 | Sardar Azmoun          | Bayer 04 Leverkusen | 65                      | 41                  | 1. Jan. 1995  | 2014     | 27.09.2022      | 3        |          |             |                 |            | 2018               | 3                    | 0                  |
| Trainerstab |                        |                     |                         |                     |               |          |                 |          |          |             |                 |            |                    |                      |                    |
| | Carlos Queiroz         | Trainer             |                         |                     | 1. März 1953  |          |                 |          |          |             |                 |            | 2010, 2014, 2018 5 | 10 6                 |                    |
| | Roger De Sá            | Trainerassistent    | 01 7                    | 0                   | 1. Okt. 1964  |          |                 |          |          |             |                 |            |                    |                      |                    |
| | Markar Aghajanyan      | Trainerassistent    | 02                      | 0                   | 3. März 1965  |          |                 |          |          |             |                 |            |                    |                      |                    |
| | Bruno Mateus           | Trainerassistent    |                         |                     | 4. Juli 1978  |          |                 |          |          |             |                 |            |                    |                      |                    |
| | Alexandre Lopes        | Torwarttrainer      |                         |                     | 9. Juni 1970  |          |                 |          |          |             |                 |            |                    |                      |                    |
| 1 Nummern gemäß Kaderliste der FIFA 2 Kursiv gesetzte Vereine spielen in der Saison vor oder während der WM nicht in der 1. Liga ihres Landes 3 Spiele und Tore gemäß Kaderliste der FIFA (Stand: 21. November 2022, vor dem ersten Gruppenspiel) 4 In kursiv gesetzten Jahren ohne Einsatz 5 2010 mit Portugal, 2014 und 2018 mit dem Iran 6 4 mit Portugal, 6 mit dem Iran 7 Als Spieler für Südafrika |                        |                     |                         |                     |               |          |                 |          |          |             |                 |            |                    |                      |                    |

## Endrunde

### Gruppenauslosung
Für die Auslosung der Qualifikationsgruppen am 1. April war der Iran Topf 3 zugeordnet. Die Mannschaft konnte auf Rekordweltmeister Brasilien, Titelverteidiger Frankreich oder Deutschland, aber nicht Gastgeber Katar oder eine andere asiatische Mannschaft treffen. Gegner sind in der Gruppe B Ex-Weltmeister England, die USA und Wales.
Gegen England haben die Iraner noch nie gespielt. Auf die USA trafen sie schon bei der WM 1998 und gewannen mit 2:1. Zudem gab es noch ein Remis in einem Freundschaftsspiel. Gegen Wales gab es 1978 zwei Monate vor der ersten WM-Teilnahme eine 0:1-Niederlage.

### Spiele der Gruppenphase / Gruppe B
| Pl. | Land    | Sp. | S | U | N | Tore    | Diff. | Punkte |
| --- | ------- | --- | - | - | - | ------- | ----- | ------ |
| 1.  | England | 3   | 2 | 1 | 0 | 009:200 | +7    | 07     |
| 2.  | USA     | 3   | 1 | 2 | 0 | 002:100 | +1    | 05     |
| 3.  | Iran    | 3   | 1 | 0 | 2 | 004:700 | −3    | 03     |
| 4.  | Wales   | 3   | 0 | 1 | 2 | 001:600 | −5    | 01     |

| Mo., 21. November 2022 um 16:00 Uhr (14:00 Uhr MEZ) in ar-Rayyan (Khalifa International Stadium) |   |      |           |                                                  |
| England                                                                                          | – | Iran | 6:2 (3:0) | Mehdi Taremi (65., 90.+13/Elfm.)                 |
| Fr., 25. November 2022 um 13:00 Uhr (11:00 Uhr MEZ) in ar-Rayyan (Ahmed bin Ali Stadium)         |   |      |           |                                                  |
| Wales                                                                                            | – | Iran | 0:2 (0:0) | Rouzbeh Cheshmi (90.+8), Ramin Rezaeian (90.+11) |
| Di., 29. November 2022 um 22:00 Uhr (20:00 Uhr MEZ) in Doha (al-Thumama-Stadion)                 |   |      |           |                                                  |
| Iran                                                                                             | – | USA  | 0:1 (0:1) |                                                  |